# Простор елементарних исхода
У теорији вероватноће, простор елементарних исхода, који се обично означава као S, Ω или U (од универзум), неког експеримента је скуп свих могућих исхода. На пример, при бацању новчића, простор елементарних исхода је скуп {писмо, глава}. Ако се бацају две шестостране коцке, и рачуна збир добијених бројева, простор елементарних исхода је {2, 3, 4, 5, 6, 7, 8, 9, 10, 11, 12}.
Код неких експеримената може бити више од једног могућег простора елементарних исхода. На пример, када се извлачи карта из стандардног шпила од 52 карте, једна могућност за дефинисање простора елементарних догађаја је по броју {од кеца до краља}, а друга могућност је по боји {каро, херц, треф, пик}. Међутим, потпун опис исхода би наводио и број и боју,, па би простор елементарних исхода који описује сваку појединачну карту могао да се конструише као Декартов производ два простора елементарних исхода, наведених горе.
У елементарном приступу вероватноћи, сваки подскуп простора елементарних исхода се обично назива догађајем. Међутим, ово може довести до проблема у случајевима када је простор елементарних исхода бесконачан, па је потребна мало прецизнија дефиниција догађаја. По овој дефиницији, само мерљиви подскупи простора елементарних исхода, који граде σ-алгебру над самим простором, се сматрају догађајима.
Међутим, ово у суштини има само теоријски значај, јер у општем случају, σ-алгебра увек може да се дефинише тако да укључује све подскупе који су интересантни за посматрање.